# التطور الإقليمي لكندا

رسم متحرك يوضح تطور الحدود الكندية وأسماء المقاطعات والأقاليم

بدأ التطور الإقليمي لكندا في الأول من يوليو لعام 1867 عندما انضمت ثلاث مستعمرات من مستعمرات الإمبراطورية البريطانية في أمريكا الشمالية إلى اتحاد الدول المستقلة في كندا من خلال الاتحاد. ثم انقسمت إحدى تلك المستعمرات إلى مقاطعتين، ثم انضمت ثلاث مستعمرات بعد ذلك. وبصفتها مستعمرة مملوكة للإمبراطورية البريطانية، استمرت كندا في الالتحام بـ المقاطعات والأقاليم الجديدة وتطورت على مدار العقود لتصبح دولة مستقلة.
قبل أن تصبح جزءًا من مستعمرات الإمبراطورية البريطانية في أمريكا الشمالية، كان أعضاء اتحاد الدول المستقلة في كندا جزءًا من مستعمرات كندا وأكاديا في فرنسا الجديدة, والتي نُقلت ملكيتها تدريجيًا إلى بريطانيا العظمى ثم لاحقًا إلى المملكة المتحدة بعد هزيمتها في حروب عدة. ولكن استمر النفوذ الفرنسي حيث كانت اللغة الفرنسية هي اللغة الشائعة في المقاطعات الكندية الأولى وظلت إحدى اللغتين الرسميتين في الدولة.
كانت شركة خليج هدسون من مملكة إنجلترا أول من قام بتوسعة محورية في كندا، فقد حصلت على احتكار ملكي للتجارة في المنطقة؛ وتمت تسمية أراضي روبرت على اسم أول مدير للشركة، الأمير روبرت الرايني. ثم انتقلت شركة الشمال الغربي لاحقًا إلى مساحة واسعة من المنطقة، وفرضت المنافسة بين الشركتين والأعمال العدائية البسيطة بينهما دمج الشركتين معًا. فما كان سيصبح مستعمرة كولومبيا البريطانية أُدعي أنه جزء من إسبانيا الجديدة ومستعمرات روسيا في الأمريكتين، حتى عامي 1793 و1825 على التوالي، وظلت لفترة مشتركة مع الولايات المتحدة فيما كان يعرف للأمريكيين باسم دولة أوريغون، حتى امتدت الحدود عام 1846 غربًا من جبال الروكي إلى المحيط الهادئ عبر دائرة العرض 49.
تغيرت الحدود الكندية سبع مرات منذ ترسيمها، واتسعت لتضم عشر مقاطعات وثلاثة أقاليم بدلاً من أربع مقاطعات في الاتحاد الكندي. ولكن فقدت كندا فقط إقليمًا مهمًا في النزاع الحدودي مع اتحاد نيوفونلاند على لابرادور التي انضمت إلى كندا لاحقًا لتصبح المقاطعة العاشرة.